# Mad Max oltre la sfera del tuono
Mad Max oltre la sfera del tuono (Mad Max Beyond Thunderdome) è un film del 1985 diretto da George Miller e George Ogilvie.
La pellicola, sequel di Interceptor - Il guerriero della strada (1981), è il terzo film del franchise di Mad Max, con protagonista Mel Gibson e ambientato in un futuro distopico postapocalittico. È seguito da Mad Max: Fury Road (2015).

## Trama
Dalle ceneri della grande distruzione ritorna "Mad" Max Rockatansky, l'ex-poliziotto che in precedenza aveva aiutato un villaggio di sopravvissuti a difendersi dagli Humungus, ora senza la sua V8 Interceptor, distrutta nell'episodio precedente. Mentre vaga nel deserto, Max viene aggredito dal pilota d'aeroplano Jedediah, che con un sotterfugio lo deruba della sua carovana. Max lo insegue sino a Bartertown, corrotta città in mezzo al deserto dove Jedediah ha barattato la merce rubata, e ottiene un accordo con la sua regina, Aunty Entity: se egli ucciderà Blaster, un guerriero mascherato alle dipendenze di Master, che dirige la centrale elettrica della città, riceverà una grandissima ricompensa. Master è un anziano nano ed è l'unico in grado di gestire la centrale, che funziona grazie al metano prodotto dallo sterco dei maiali, e finché c'è Blaster a proteggerlo può sfruttare la situazione per spadroneggiare. Seguendo la legge e il volere di Aunty, egli lo provoca in città e fa scaturire una lite che andrà risolta nel Thunderdome (la "sfera del tuono" del titolo italiano), un'arena in cui i due "imputati" devono combattere con armi lì presenti all'insegna del motto "Due combattono, uno vive".
Max riesce a sconfiggere Blaster, ma togliendogli la maschera scopre che è un ragazzo affetto dalla sindrome di Down, perciò ne ha pietà e non lo uccide; gli sgherri di Aunty lo fanno al suo posto e per avere rotto il patto con la regina, deve sottostare alla legge della Ruota ("Rotto il patto, decide la ruota"), con cui gli verrà inflitta una pena casuale. A Max tocca il "Gulag" e viene mandato in esilio nel deserto tra le sabbie mobili. Qui viene salvato da una tribù di ragazzi e bambini selvaggi che vivono in un luogo verdeggiante e isolato, ignari del mondo circostante. Sono alla ricerca della "Città del domani", e scambiano Max per il loro "salvatore" che dovrebbe soccorrerli con una macchina volante. Dai loro racconti Max capisce che in realtà sono i figli dei superstiti di un aereo schiantatosi nel deserto, lasciati lì ad aspettare i genitori che, partiti per cercare soccorso, non hanno più fatto ritorno.
Nonostante Max riveli la verità, alcuni ragazzi scappano per cercare a piedi la Città del domani e lui li raggiunge in prossimità di Bartertown. Con loro vi si intrufola e libera Master, scappando a bordo della sua vecchia motrice, ora trasformata in treno. Aunty e i suoi scagnozzi li inseguono con delle auto e moto modificate per affrontare il deserto. Gli inseguitori vengono momentaneamente seminati, ma il treno è costretto a fermarsi; il gruppo incontra Jedediah e suo figlio, che portano tutti in salvo su un piccolo aereo, tranne Max, che rimane a terra per permettere agli altri la fuga.
Aunty decide di risparmiare Max, che rimane solo in mezzo al nulla. Il resto del gruppo riesce a raggiungere in volo una Sydney spettrale oscurata da tempeste di sabbia; nel finale, molte persone raccolte attorno a un fuoco, ascoltano come ogni sera da una delle ragazze salvate, oramai donna e con un bimbo tra le braccia, la storia di Max e di come li abbia salvati. Questa storia, come spiega lei, dovrà essere raccontata ogni sera per sempre e, mentre la racconta di nuovo, vengono mostrate le rovine della città dove, una dopo l'altra, alle finestre di molti palazzi iniziano ad accendersi delle luci. Nella scena finale si vede Max camminare nel deserto verso un nuovo cammino da solitario.

## Produzione
Mad Max - Oltre la sfera del tuono fu il primo film della serie a non essere prodotto da Byron Kennedy, rimasto ucciso in un incidente in elicottero nel 1983, quando il film era ancora in fase di preproduzione. Il film è dedicato alla sua memoria.
Dopo la morte di Kennedy, il regista George Miller era titubante a proseguire con il progetto senza più la presenza dell'amico. "Ero riluttante ad andare avanti", ha dichiarato Miller: "ma poi c'è stata una sorta di necessità di fare qualcosa, anche solo per superare tutto il trauma e il dolore...".
Miller finì per co-dirigere il film con George Ogilvie, con il quale aveva lavorato qualche anno prima nella miniserie televisiva The Dismissal. "Avevo un mucchio di nomi sulla mia lista", ha detto Miller, "ed ho pensato al mio amico George Ogilvie, [...] e gli ho chiesto se poteva aiutarmi. Purtroppo non mi ricordo particolarmente quell'esperienza, perché lo facevo principalmente per portare a termine il progetto nonostante il lutto." Ogilvie e Miller ebbero l'occasione di sperimentare durante le riprese alcune delle tecniche cinematografiche che avevano appreso.
Le riprese di esterni si sono svolte prevalentemente nella città mineraria di Coober Pedy, con il set per Bartertown situato in un vecchio inceneritore (il "Brickpit") a Homebush Bay, nella periferia occidentale di Sydney; per il campo base della tribù dei bambini invece furono utilizzate le Blue Mountains. "Oltre la sfera del tuono si è dimostrato molto più impegnativo di Il guerriero della strada", ha detto il direttore della fotografia Dean Semler: "in questo film abbiamo a che fare con ambientazioni più varie rispetto a prima ed è essenziale che ciascuno dei mondi creati per il film abbia un aspetto nettamente diverso". Ulteriori riprese hanno avuto luogo tra le dune sabbiose di Paoay, a Ilocos Norte, nelle Filippine.

## Colonna sonora
La colonna sonora del film fu composta da Maurice Jarre, sostituendo Brian May, che aveva già composto la colonna sonora di Interceptor e Il guerriero della strada. Nella colonna sonora sono presenti anche due canzoni di Tina Turner, We Don't Need Another Hero e One of the Living.

## Accoglienza

### Incassi
Nonostante disponesse di un budget di gran lunga superiore ai precedenti capitoli della serie, Oltre la sfera del tuono ebbe un ritorno molto più modesto se comparato agli altri due film, incassando circa 4,3 milioni di dollari al botteghino australiano.

### Critica
Il film ha ottenuto critiche generalmente positive; detiene un 79% di giudizi positivi su Rotten Tomatoes, nonostante i recensori siano divisi sul considerarlo il punto più alto o più basso della serie. La maggior parte delle critiche si concentrarono sui bambini presenti nella seconda parte del film, che furono definiti troppo simili ai bambini sperduti di Peter Pan. Robert C. Cumbow di Slant Magazine evidenzia che simili idee, temi e caratteristiche erano già stati trattati in Riddley Walker, un romanzo fantascientifico del 1980 scritto da Russell Hoban. È stata unanimemente apprezzata la scena di combattimento nel Thunderdome; in particolare, il critico cinematografico Roger Ebert del Chicago Sun-Times definisce il Thunderdome come "la prima idea veramente originale in un film su come animare un combattimento sin dai primi film di arti marziali" e ha lodato la scena di combattimento tra Max e Blaster definendola "una delle più creative e grandiose scene d'azione nella storia del cinema". Ebert dà al film un punteggio di 4 stelle su 4, piazzandolo nella lista dei dieci migliori film del 1985. Variety scrive che il film ha un "solido inizio" e loda le interpretazioni di Gibson, della Turner e dei bambini.
Nonostante sia stato accolto perlopiù positivamente dalla critica, alcuni fan della serie hanno criticato il film per via della sua "Hollywood-izzazione" e dei suoi toni più scanzonati.
L'American Film Institute lo ha inserito tra le candidature per i migliori dieci film di fantascienza, mentre ha candidato We Don't Need Another Hero come una delle migliori cento canzoni del secolo.

## Riconoscimenti
- 1986 - Golden Globe
  - Candidatura per la miglior canzone originale per We Don't Need Another Hero
- 1986 - Golden Reel Award
  - Candidatura per il miglior montaggio sonoro negli effetti sonori a Tim Chau
- 1986 - Image Award
  - Miglior attrice non protagonista in un lungometraggio a Tina Turner
- 1986 - Saturn Award
  - Candidatura per il miglior film di fantascienza
  - Candidatura per il miglior regista a George Miller
  - Candidatura per la miglior sceneggiatura a George Miller e Terry Hayes
  - Candidatura per i migliori costumi a Norma Moriceau